# Летње параолимпијске игре 1960.
Девете годишње међународне Параолимпијске игре у Стоуку, ретроактивно означене као Летње параолимпијске игре 1960., биле су прве међународне параолимпијске игре, које су уследиле након Игара Стоук Мандевил 1948. и 1952. године. Организоване су под окриљем Међународне федерације игара Стоук Мандевил. Термин „Параолимпијске игре“ одобрио је Међународни олимпијски комитет (МОК) први пут 1984. године, док је Међународни параолимпијски комитет (IPC) формиран 1989. године.
Игре су одржане у Риму, Италија од 18. до 25. септембра 1960, са Летњим олимпијским играма 1960 . Једини инвалидитет укључен у ове Параолимпијске игре била је повреда кичмене мождине. Учествовало је 400 спортиста из 23 земље. Италија је освојила највише медаља (80) на играма а потом Уједињено Краљевство (55) и Западна Немачка (30).
- Стрељаштво
- Атлетика
- Дартчери
- Снукер
- Пливање
- Стони тенис
- Кошарка у инвалидским колицима
- Мачевање у инвалидским колицима